# Avril Malley
Pour les articles homonymes, voir Malley.
Avril Malley, née le 15 avril 1957, est une judokate britannique. 

## Palmarès international
| Année | Compétition           | Lieu     | Résultat | Catégorie         |
| ----- | --------------------- | -------- | -------- | ----------------- |
| 1978  | Championnats d'Europe | Cologne  | 3e       | Moins de 72 kg    |
| 1978  | Championnats d'Europe | Cologne  | 3e       | Toutes catégories |
| 1979  | Championnats d'Europe | Kerkrade | 3e       | Toutes catégories |
| 1980  | Championnats d'Europe | Udine    | 3e       | Moins de 72 kg    |
| 1980  | Championnats d'Europe | Udine    | 3e       | Toutes catégories |
| 1980  | Championnats du monde | New York | 3e       | Moins de 72 kg    |